# C/1953 X1 Pajdusakova
C/1953 X1 (Pajdusakova) è una cometa non periodica appartenente al gruppo delle comete radenti. La cometa probabilmente si è dissolta al momento del passaggio al perielio  come accaduto ad altre comete come la 20D/Westphal, la C/1999 S4 (LINEAR) o più recentemente alla C/2010 X1 (Elenin).